# Вернер Кубіцкі
Вернер Кубіцкі (нім. Werner Kubitzki, 10 квітня 1915 — 12 жовтня 1994) — німецький хокеїст на траві.
Срібний призер Олімпійських Ігор 1936 року.